# Грабарь, Игорь Эммануилович
И́горь Эммануи́лович Граба́рь (русин. Ігор Імануїлович Грабарь; 25 марта 1871, Будапешт, Австро-Венгрия — 16 мая 1960, Москва, СССР) — русский и советский живописец, последователь импрессионизма, крупная фигура среди петербургских и московских художников Серебряного века, затем — один из основоположников живописи соцреализма, искусствовед и общественный деятель.
Член обществ «Мир искусства» (в 1901–1902 и с 1910), один из инициаторов учреждения и активный участник «Союза русских художников» (в 1903–1910). Действительный член Императорской Академии художеств (с 1913), Академии наук (с 1943) и Академии художеств СССР (с 1947). Лауреат Сталинской премии первой степени (1941), народный художник СССР (1956). Инициатор учреждения и первый директор (с 1918) Всероссийского художественного научно-реставрационного центра, с 1960 года носящего его имя.

## Биография

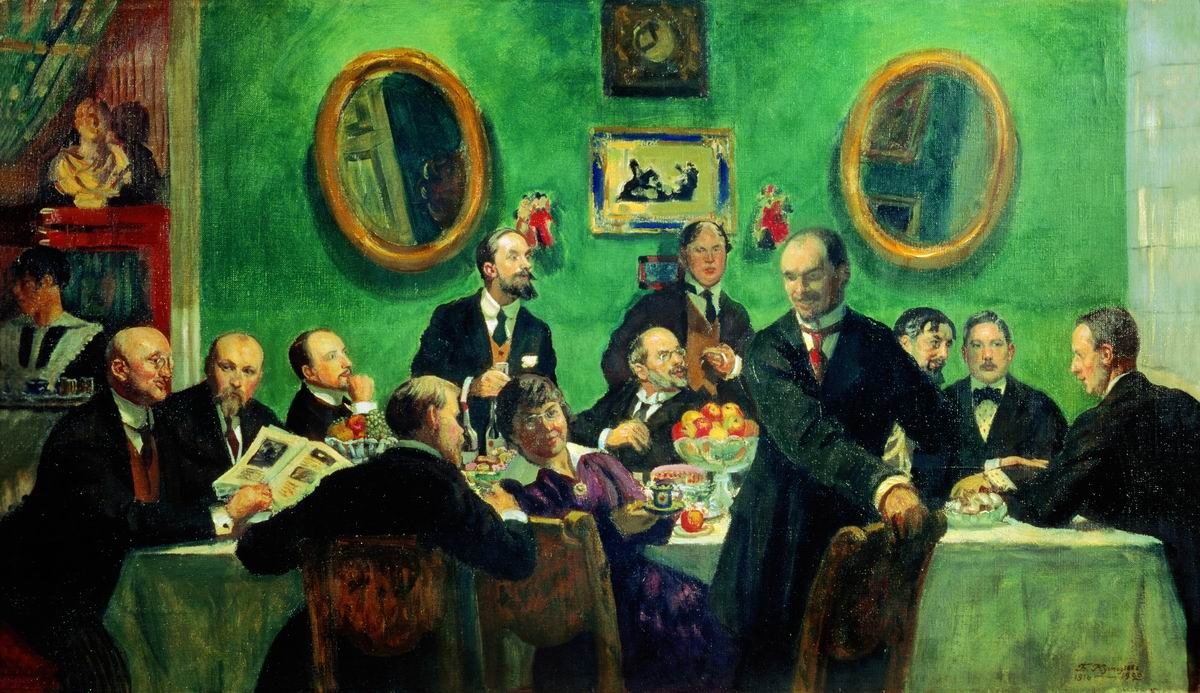
Б. М. Кустодиев. Групповой портрет художников общества «Мир искусства» (эскиз неосуществленной картины). Слева направо: И. Э. Грабарь, Н. К. Рерих, Е. Е. Лансере, Б.М. Кустодиев, И. Я. Билибин, А. П. Остроумова-Лебедева, А. Н. Бенуа, Г. И. Нарбут, К. С. Петров-Водкин, Н. Д. Милиоти, К. А. Сомов, М. В. Добужинский. Ок. 1916.

Родился 25 марта 1871 года в Будапеште в семье русинского общественного деятеля Эммануила Грабаря, избранного в конце 1860-х годов депутатом венгерского парламента. Крещён православным священником сербского происхождения, восприемником был Константин Кустодиев, дядя художника Б. М. Кустодиева. Дедом Грабаря по материнской линии был Адольф Добрянский, известный деятель русского движения в Закарпатье и Галиции. Мать художника, Ольга Грабарь, также занималась русской просветительской деятельностью в Галиции. Вскоре после рождения сына Ольга Грабарь с детьми уехала в имение отца в Закарпатье. Заслужив своей антимадьярской деятельностью репутацию врага государства и правящей династии, Эммануил Грабарь был вынужден бежать в Италию, где устроился в качестве домашнего преподавателя детей князя Сан-Донато П. П. Демидова, а через три года последовал за ними в Париж. В 1876 году Э. Грабарь переехал в Российскую империю и поселился в Егорьевске Рязанской губернии, где, сдав экзамен на право преподавания французского и немецкого языков, стал работать в местной гимназии под фамилией Храбров. В течение 1879—1880 годов в Российскую империю переехали его жена с сыновьями.
Игорь Грабарь с 1880 по 1882 год учился в Егорьевской прогимназии и посещал занятия Варвары Житовой, сводной сестры писателя И. С. Тургенева. С 1882 года учился в лицее цесаревича Николая, который окончил в 1889 году с золотой медалью; затем — на юридическом факультете Санкт-Петербургского университета, который окончил в 1893 году.
В отличие от старшего брата Владимира, ставшего известным юристом, Игорь Грабарь предпочёл карьеру художника. Ещё в Москве посещал занятия по рисованию Московского общества любителей художеств. С 1892 года начал заниматься в академической мастерской профессора П. П. Чистякова, а в 1894 году поступил в Императорскую Академию художеств, где в 1895 году начал заниматься в мастерской И. Е. Репина. В 1896 году уехал в Европу и в Мюнхене поступил в частную школу-студию Антона Ажбе. К мюнхенскому периоду творчества относятся такие его работы, как «Дама с собакой» (1899) и «Дама у пианино» (1899).
В 1901 году Грабарь вернулся в Россию, участвовал в работе общества «Мир искусства» и «Союза русских художников», на выставках которых экспонировались его пейзажи и натюрморты.
В 1903 году окончательно переехал в Москву. С этого времени принимал участие в выставках «Мира искусства» в «Салоне» и «Союзе». Его работы выставлялись и за границей — в Мюнхене, в Париже, в Salon d’Automne, в 1906 году на выставке русского искусства, устроенной С. П. Дягилевым, в Риме на международной выставке в 1909 году. В 1910-х годах с И. В. Рыльским и И. В. Жолтовским входил в городское жюри, которое проводило в Москве «конкурсы красоты фасадов».

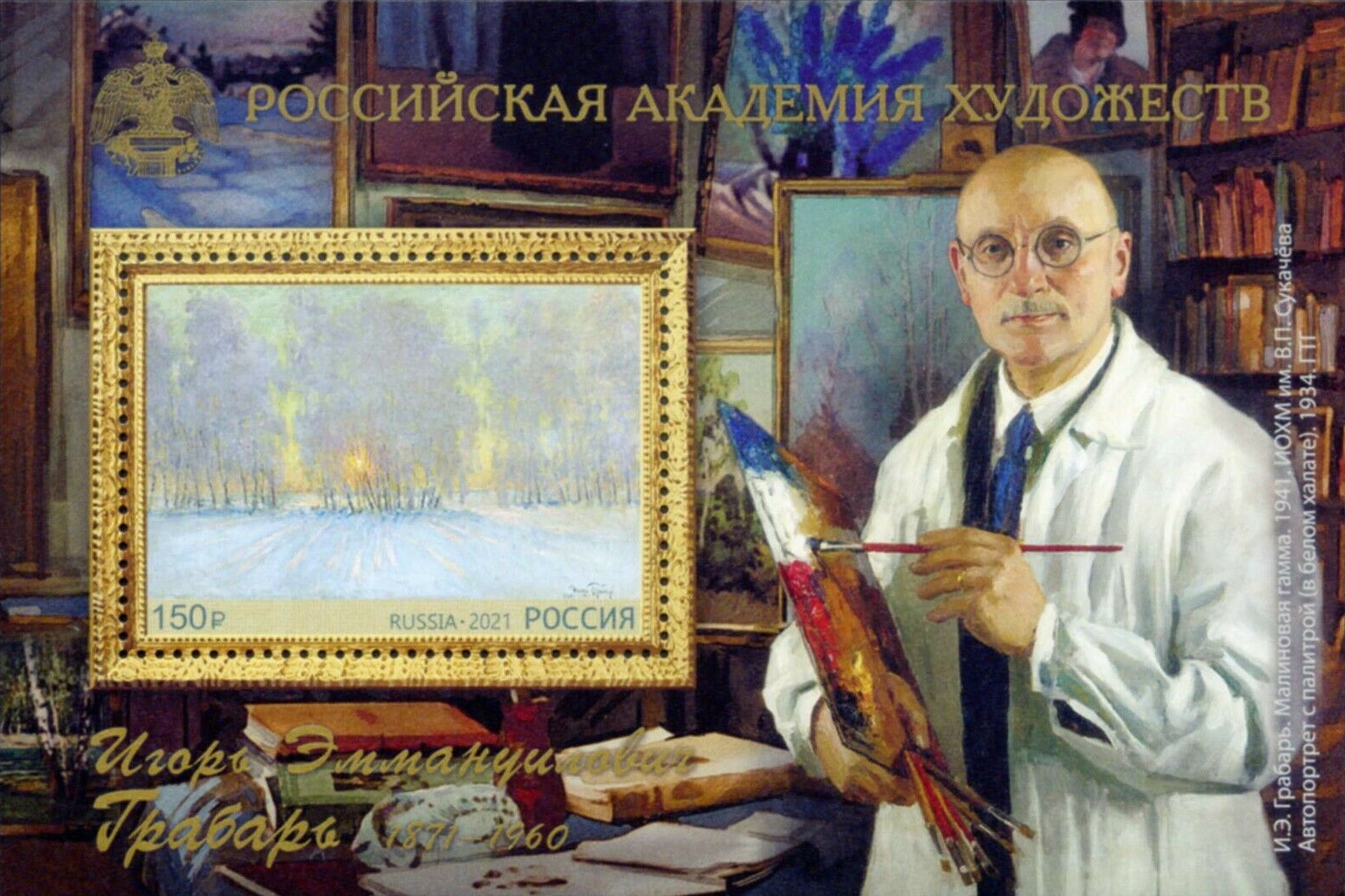
Почтовая марка России (2021; с автопортрета 1934 года и пейзажа «Малиновая гамма» 1941 года)

Вскоре после переезда в Москву познакомился с художником Н. В. Мещериным. Неоднократно посещал усадьбу Мещериных Дугино.
Помимо создания картин важную роль в жизни художника занимала исследовательская и просветительская работа. Много писал об искусстве в журналах, таких как «Мир искусства», «Весы», «Старые годы», «Аполлон», «Нива». Его перу принадлежит текст в издании «Картины современных художников в красках», редактором которого он также состоял. Он же был редактором и крупнейшим сотрудником предпринятого И. Н. Кнебелем издания «История русского искусства», а также серии монографий «Русские художники».
В начале 1913 года Московская городская дума избрала его попечителем Третьяковской галереи — он оставался на этой должности вплоть до 1925 года. В письме матери он писал, что согласился на попечительство потому, что мечтал изучать «…не на расстоянии, не через стёкла, а вблизи, вплотную, на ощупь, с обстоятельным исследованием техники, подписи, всех особенностей» художников. Осуществил вызвавшую бурную дискуссию в прессе и даже на заседаниях Государственной думы (10 сентября 1913 года) реэкспозицию музея: были перепланированы некоторые залы, убраны перегородки, щиты. В основу был положен историко-хронологический и монографический принципы экспозиции. В конечном итоге его реформы получили поддержку: в заявлении видных деятелей искусства, опубликованном в 1916 году, говорилось, что «… обновление галереи вполне послужило раскрытию того поступательного движения в русском искусстве, какое провидел и утвердил в жизни своей галереи её основатель». И. Е. Репин указывал, что была произведена «огромная и сложная работа на славу галереи П. М. Третьякова». В 1917 году была осуществлена инвентаризация всего собрания и издан каталог галереи с новыми атрибуциями каждого экспоната — для этого были проведены исследования для установления имён изображённых лиц, проведены обмеры и детально исследованы обороты четырёх тысяч произведений. Большое внимание уделял пополнению коллекции, приобретая как произведения старых мастеров, так и картины современных живописцев с выставок «Союза русских художников», «Голубой розы», «Мира искусства». Под его руководством была проведена реставрация и расчистка многих живописных полотен, среди которых портрет Павла I работы С. С. Щукина, «Вид дворцовой набережной от Петропавловской крепости» Ф. Я. Алексеева, «На жатве. Лето» А. Г. Венецианова, «Пейзаж с животными» С. Ф. Щедрина.
После Февральской революции в 1917 году Грабарь организовал Союз деятелей московских художественных хранилищ и становится его председателем, боролся с расхищением музеев и частных коллекций, работал в музейном отделе Наркомпроса.
После Октябрьской революции также активно занимался живописью, создавая как пейзажи, так и официальные, «придворные» композиции. С 1918 года руководил художественно-декоративной частью Малого театра. С августа 1919 года являлся членом Российской академии истории материальной культуры, в экспедициях изучал историю северной русской культуры.
В 1918—1930 годах руководил Центральными реставрационными мастерскими в Москве, инициатором создания которых был.
Грабарь был ключевой фигурой художественной жизни советской России. Он дружил с женой Льва Троцкого Натальей Седовой, с которой познакомился во время совместной работы в музейном отделе Наркомпроса. В самом начале сталинских чисток ушёл со всех своих ответственных постов и возвратился к живописи. Он написал портрет девочки по имени Светлана, который вдруг стал невероятно популярен.
С 1921 года — профессор Московского государственного университета, где читал курс лекций по теории и практике научной реставрации на отделении искусств. С 1944 года работал научным руководителем мастерских и возглавил многочисленные комиссии, занимавшиеся изъятием, что чаще было формой спасения от неизбежного уничтожения, картин из усадеб и икон из монастырей. Принимал непосредственное участие в реставрации иконы Андрея Рублёва «Троица».
Был консультантом Учёного совета по реставрационным работам в Троице-Сергиевой лавре, научным руководителем и главным архитектором которых был назначен И. В. Трофимов. В 1937—1943 годах — директор Московского государственного художественного института (с 1937 — профессор).
В начале 1943 года выдвинул идею компенсации потерь советских музеев за счёт конфискации произведений из музеев Германии и её союзников. Возглавил Бюро экспертов, которое составляло списки лучших произведений из музеев Европы, готовил «трофейные бригады», отправлявшиеся на фронт, и принимал эшелоны с произведениями искусства. В том же году он стал директором Всероссийской Академии художеств и Института живописи, скульптуры и архитектуры в Ленинграде. Осенью 1944 года под его руководством был создан Институт истории искусства и охраны памятников архитектуры при Отделении истории и философии АН СССР (ныне Государственный институт искусствознания). До конца своей жизни возглавлял этот коллектив учёных, задачей которого стала подготовка многотомного издания «История русского искусства» (1954—1962). До последних дней жизни Грабаря составление и редактирование «Истории» оставалось его основной заботой.
Грабарь внёс собственные средства в Фонд обороны:

Дорогой Иосиф Виссарионович!
Когда вся страна отдаёт свои трудовые сбережения на усиление технической мощи Красной Армии для окончательного разгрома врага, советские художники не могут оставаться в стороне от стихийного всенародного движения, поэтому я внёс сегодня в Госбанк 70.000 рублей, как первый вклад в фонд создания бронетанковой колонны «Советские художники Красной Армии».— Директор Всероссийской академии художеств, академик живописи, доктор искусствоведческих наук Игорь Грабарь
За что получил благодарность от Сталина:

Благодарю Вас, товарищ Грабарь, за Вашу заботу о бронетанковых силах Красной Армии.
Примите мой привет и благодарность Красной Армии.— И. СТАЛИН
В 1944 году возвратился в качестве научного руководителя в Государственные центральные реставрационные мастерские. Современный Всероссийский художественный научно-реставрационный центр, выросший из созданных им Центральных реставрационных мастерских, носит его имя.
В 1947 году стал одним из инициаторов проведения реставрационных работ в Андроникове монастыре, а также в организации там Музея древнерусского искусства Андрея Рублёва.

Могила Грабаря на Новодевичьем кладбище Москвы.

Игорь Эммануилович Грабарь умер 16 мая 1960 года в Москве; похоронен на Новодевичьем кладбище (уч. 8).

### Семья
Жена — Валентина Михайловна Мещерина (1892—1959), племянница художника и купца-мецената Николая Васильевича Мещерина (1864—1916), ближайшего друга и покровителя Грабаря, создававшего картины в таком же стиле. Через несколько лет после рождения сына жена ушла из семьи, и о детях заботилась её сестра — Мария Мещерина.  Дети Грабаря и Валентины Мещериной:
- Ольга (22 мая 1922 — 15 октября 2023) — биохимик, в замужестве Строева, во втором браке Епифанова[14][15];
- Мстислав (1925—2006) — математик. Вторым браком был женат на Елене Копелевой, дочери литературоведа Льва Копелева.

## Награды и звания
- Заслуженный деятель искусств РСФСР (1928)[16]
- Народный художник РСФСР (1943)
- Народный художник СССР (1956)
- Сталинская премия первой степени (1941) — за двухтомную монографию «Репин» (1937)
- Два ордена Ленина (1945, 25.03.1946[17][к 3])
- Два ордена Трудового Красного Знамени (14.01.1940 — «за выдающиеся заслуги в деле развития русского изобразительного искусства, в связи с 50-летием художественной, научной и общественной деятельности», 1954)
- Медаль «За доблестный труд в Великой Отечественной войне 1941—1945 гг.»
- Медаль «В память 800-летия Москвы»

## Картины Игоря Грабаря дореволюционного периода (в общественном достоянии)[18]

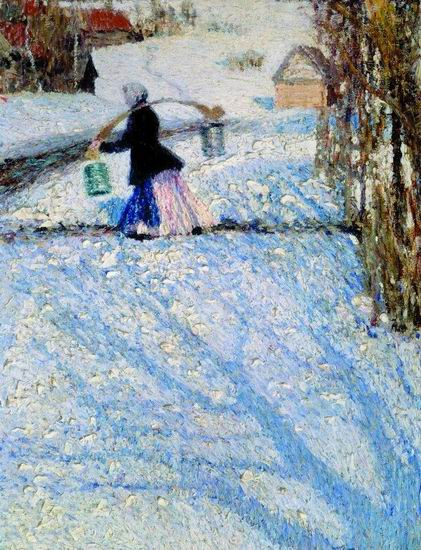
Мартовский снег, 1904
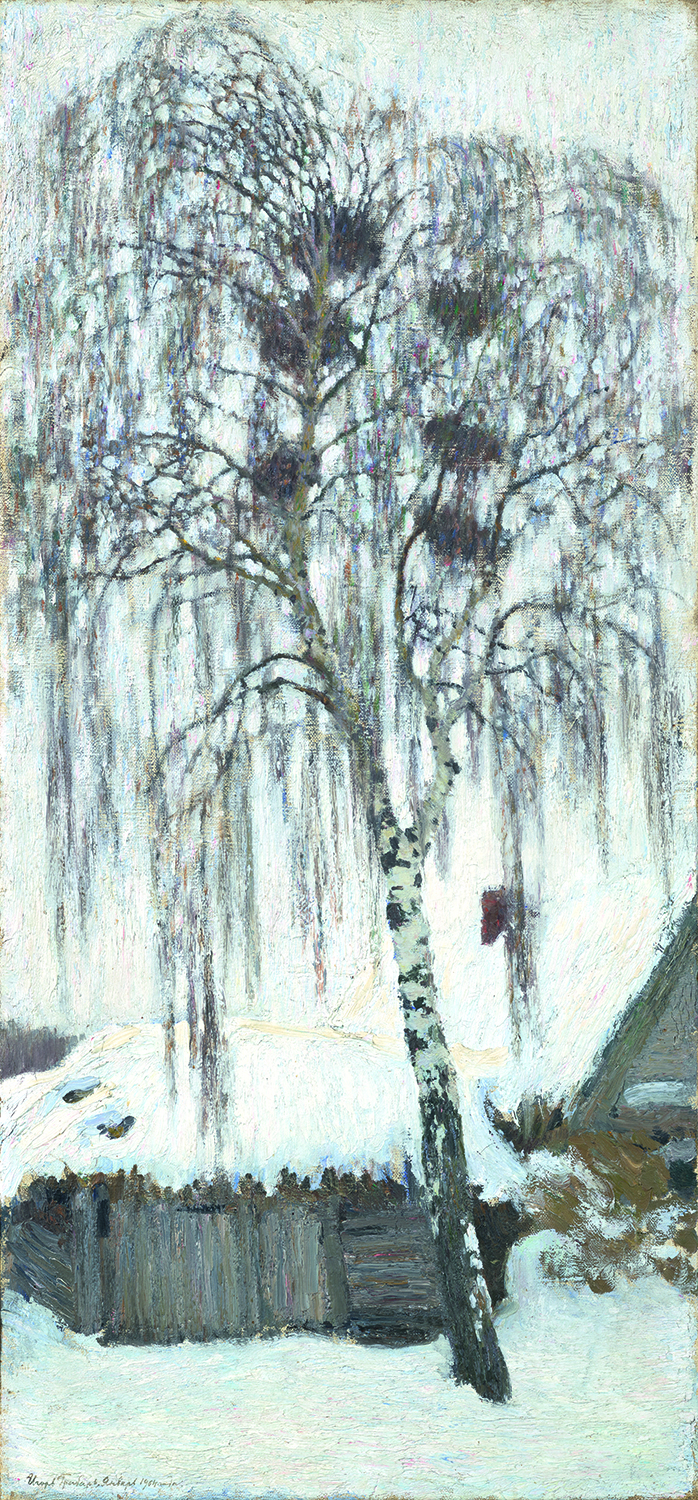
Белая зима. Грачиные гнёзда, 1904
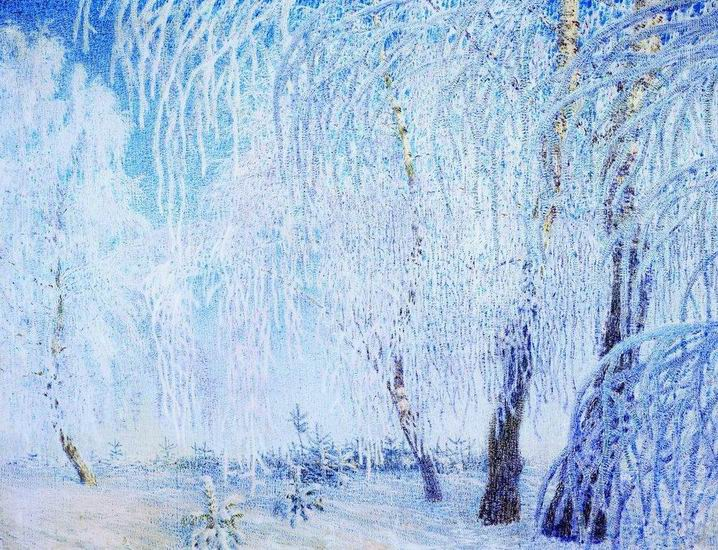
Иней, 1905
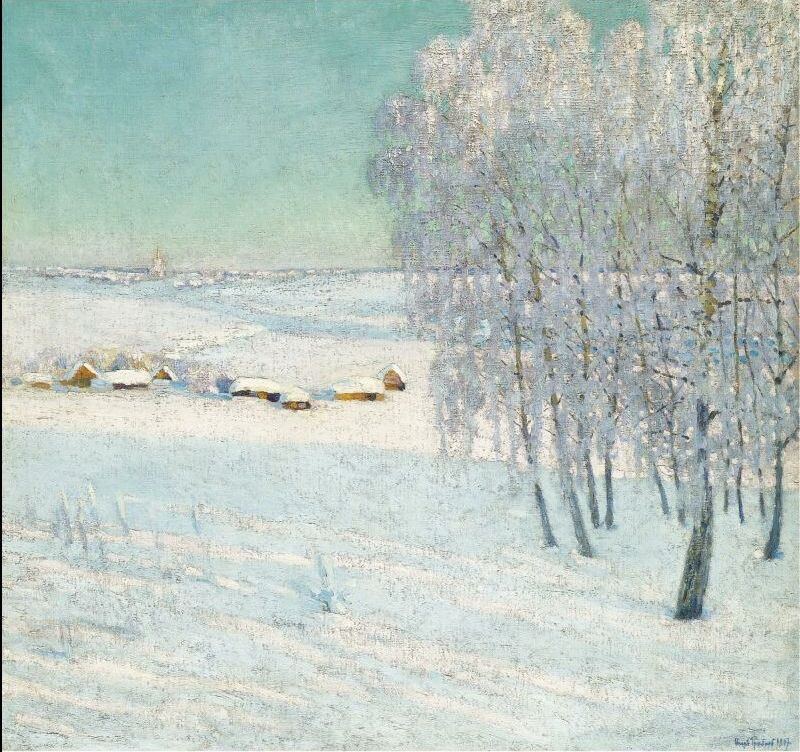
Иней. Догорающий день, 1907
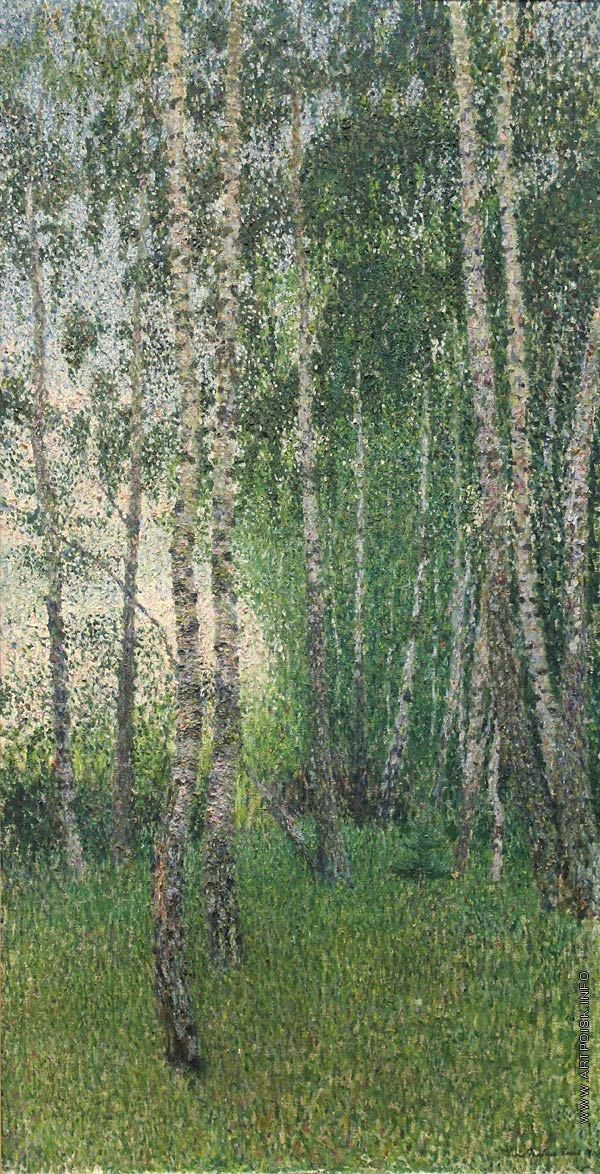
Отблеск зари, 1904
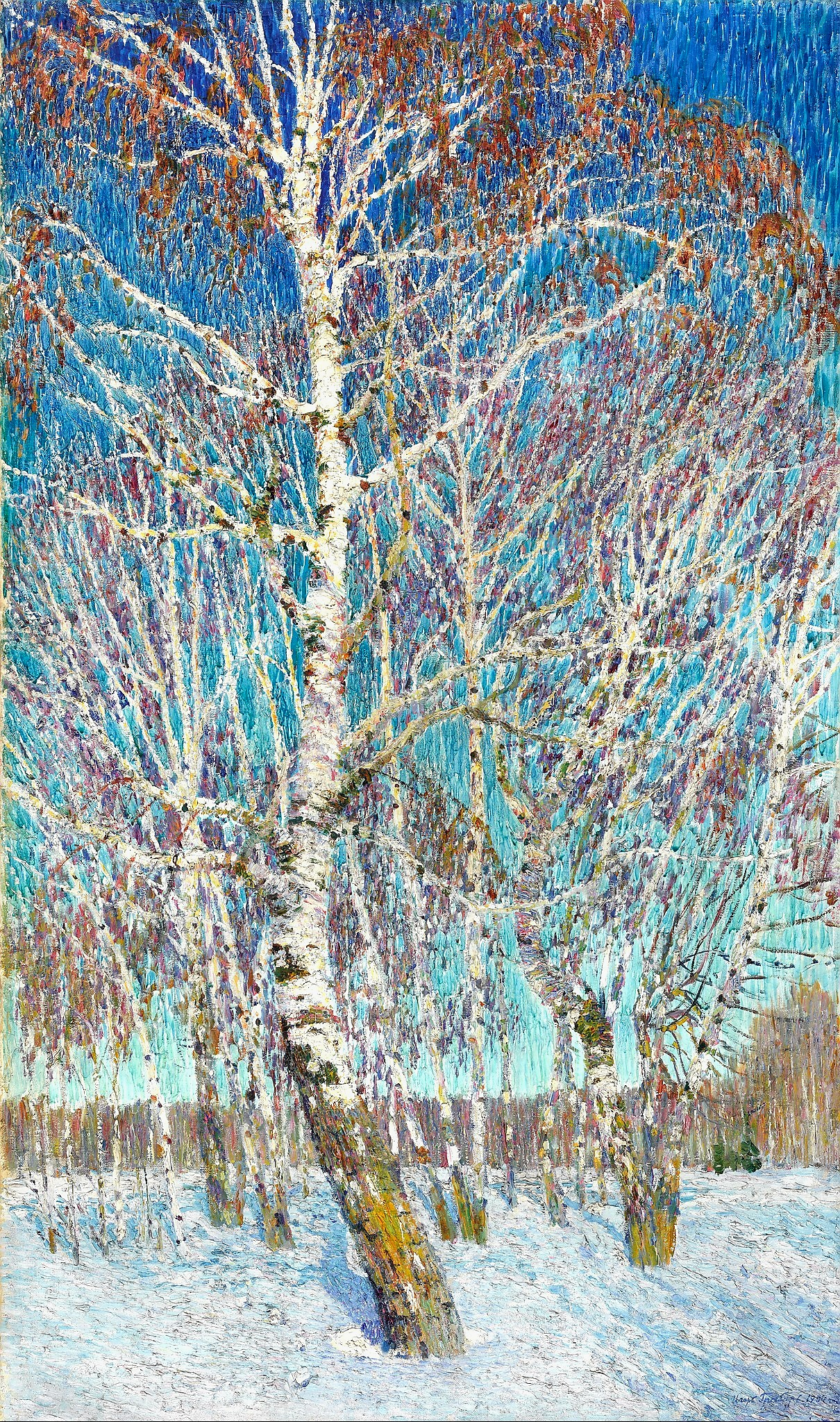
Февральская лазурь, 1904
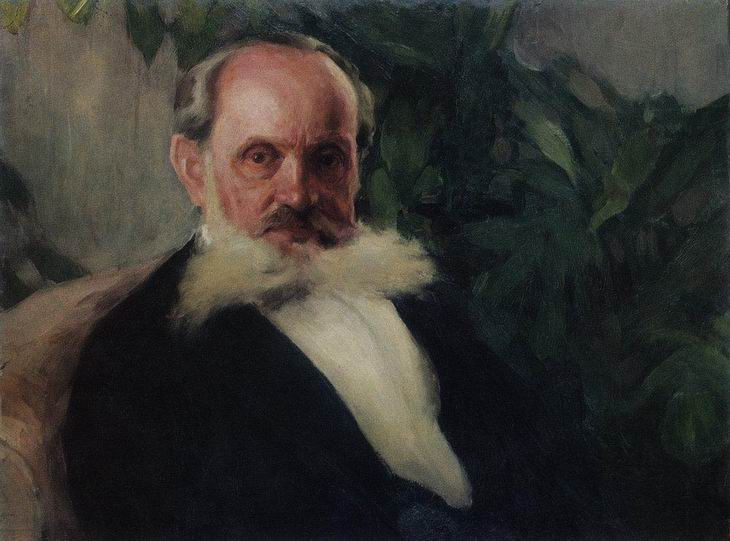
Портрет отца, 1916
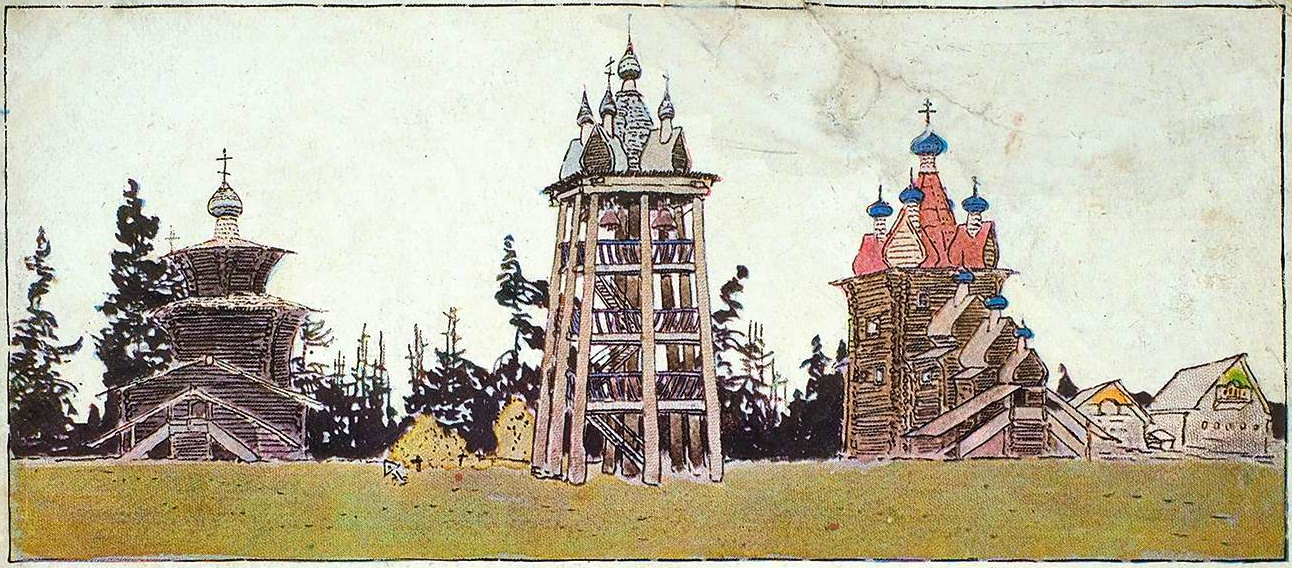
По Северной Двине. Церкви села Ракулы в XVIII в.

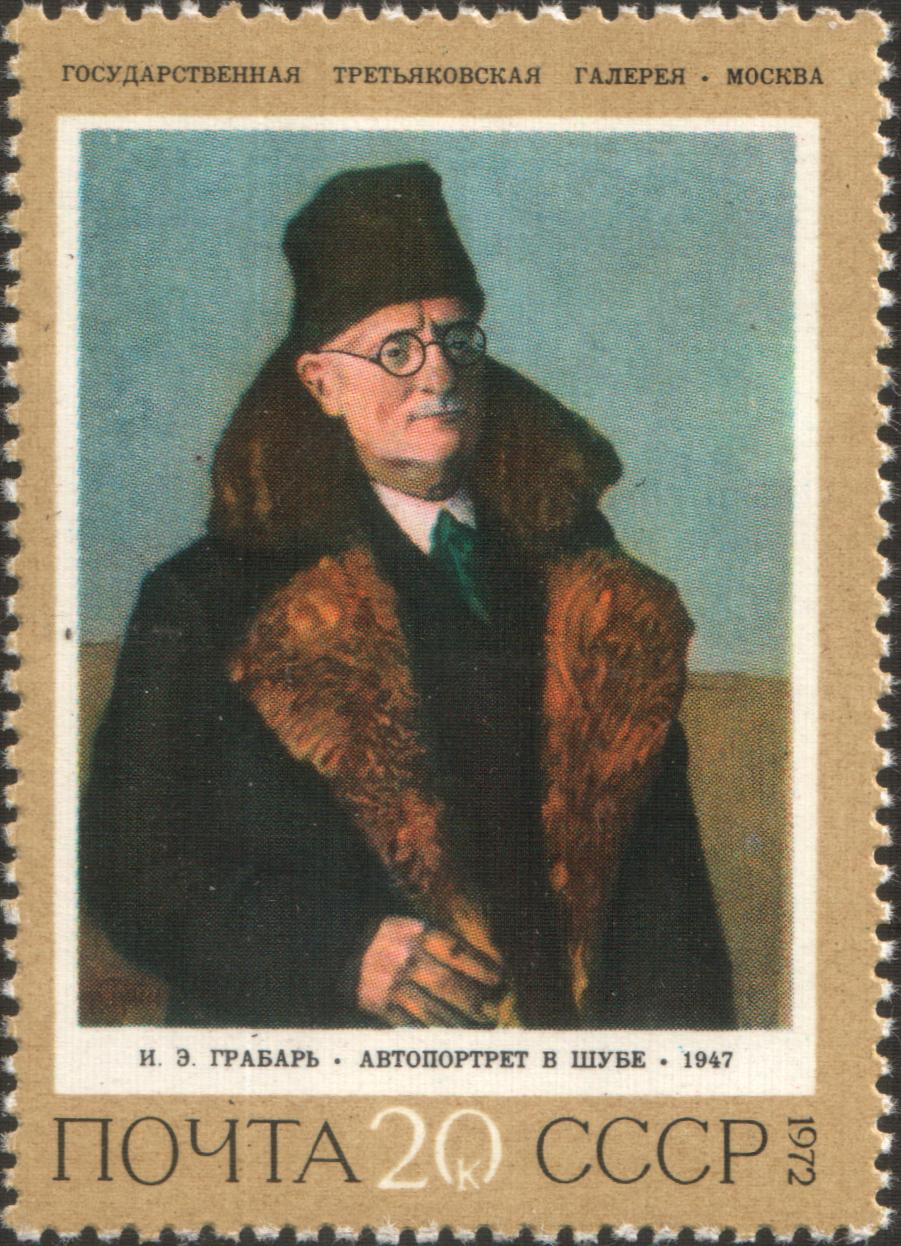
Почтовая марка СССР, 1972 год. Автопортрет в шубе

## Некоторые известные ученики
- Андрианов, Пётр Николаевич
- Афонина, Таисия Кирилловна
- Ахмаров, Чингиз Габдурахманович
- Булгакова, Матильда Михайловна
- Гаврилов, Владимир Николаевич
- Гремитских, Владимир Георгиевич
- Померанцев, Николай Николаевич
- Каждан, Татьяна Павловна
- Конопацкая, Галина Павловна
- Кугач, Юрий Петрович
- Лактионов, Александр Иванович
- Лукин, Сергей Иванович
- Мыльников, Андрей Андреевич
- Новиков, Николай Фёдорович
- Подобедова, Ольга Ильинична
- Цыплаков, Виктор Григорьевич

## Избранные публикации
- Игорь Грабарь. История русского искусства. — Т.1. — История архитектуры. Том 1: Допетровская эпоха. — Москва: изд. Кнебель, 1910; Т.2. — История архитектуры. Том 2: Допетровская эпоха (Москва и Украина). — М., 1910—1911; Т.3. — История архитектуры. Том 3: Петербургская архитектура в 18 и 19 веке.  — М., 1912. — Том 5. Барон Н.Н. Врангель. История скульптуры. М., s/d. — Том 6. [П. Муратов и др.] История живописи. Том 1: Допетровская эпоха. М., s/d. [В 1910-14 гг. вышло только 5 томов из заявленных 9-ти.]
- Грабарь И. Э. Валентин Александрович Серов. — Москва: изд. Кнебель, 1914
- Грабарь И. Э. Репин — Москва: Жургаз, 1933. — 264 с. — 50 000 экз. ЖЗЛ
- Грабарь И. Э. Моя жизнь. — Москва : Искусство ; Ленинград, 1937. — 376 с.
  - Грабарь И. Э. Моя жизнь. Автомонография. Этюды о художниках / Сост., вступит. ст. и коммент. В. М. Володарского. — М. : Республика, 2001. — 495 с. : ил. — ISBN 5-250-01789-4.
- Грабарь И. Э. Новооткрытый Рембрандт. — Москва: изд. АН СССР, 1956
- Грабарь И. Э. Письма : в 3 т.. — Москва : Наука, 1974. — Т. 1 : 1891—1917. — 473 с.
- Грабарь И. Э. Письма : в 3 т.. — Москва : Наука, 1977. — Т. 2 : 1917—1941. — 425 с.
- Грабарь И. Э. Письма : в 3 т.. — Москва : Наука, 1983. — Т. 3 : 1941—1960. — 368 с.